# Marcel Sacramento
Marcel Sacramento (ur. 24 sierpnia 1987) – brazylijski piłkarz występujący na pozycji napastnika.

## Kariera piłkarska
Od 2005 roku występował w EC Bahia, Albirex Niigata, Ceará, Kalmar FF, Jönköpings Södra IF, América, Guarany, Jacuipense, Globo i Semen Padang.